# Francis-Barnett
Francis-Barnett is een historisch Brits merk van motorfietsen.
De bedrijfsnaam was: Francis & Barnett Ltd., Coventry, later Birmingham.

## Geschiedenis

### Familiebanden
Beide oprichters van dit merk hadden wortels in de motorfietsindustrie. Graham Francis, de vader van Gordon Ingoldsby Francis, was samen met R.H. Lea oprichter van het merk Lea Francis. Arthur Barnett was directeur van Singer geweest. Gorden Francis en Lea's zoon Norman kenden elkaar omdat ze samen deel uitmaakten van het trial-team van Lea Francis, tot de Eerste Wereldoorlog uitbrak en Gordon in het leger moest. Intussen was Arthur Barnett voor zichzelf begonnen: hij had het fiets- en motorfietsmerk Invicta in Coventry opgericht. Tijdens zijn verlof trouwde Gordon Ingolsby Francis met Barnett's dochter en toen hij terugkwam uit Europa werd er al snel een nieuw bedrijf opgericht: Francis-Barnett. De benodigde fabrieksgebouwen waren snel gevonden: de voormalige bureaugebouwen en fabriekshallen van Bayliss-Thomas, dat in 1918 was verkocht aan R. Walker & Son en was verhuisd naar Birmingham. Arthur Barnett liet de leiding van het bedrijf waarschijnlijk grotendeels over aan zijn schoonzoon, want zijn eigen merk Invicta bestond nog tot in 1923. De eerste Francis-Barnett-motorfiets verscheen in 1920 op de markt.

### Jaren twintig
Francis-Barnett gebruikte voornamelijk inbouwmotoren van andere merken, aanvankelijk van JAP, dat ook motoren leverde aan Invicta. De eerste modellen hadden een 292cc-motor met een Sturmey-Archer tweeversnellingsbak en een chain-cum-belt drive. Al snel volgde een model met de populaire 269cc-Villiers-tweetaktmotor en een 350cc-model met JAP-motor, drie versnellingen en volledige kettingaandrijving. Hoewel de JAP-motoren allemaal viertakten waren, werd Francis-Barnett vooral dankzij de Villiers-motoren populair onder de tweetaktliefhebbers, die het merk de koosnaam "Fanny-B" gaven. De Francis-Barnetts waren aanvankelijk veel geraffineerder en duurder van constructie dan de Invicta-modellen, maar de ontwerpen werden allemaal bij Invicta gemaakt, waardoor de kosten ook weer lager werden. Dat was ook nodig, want de naoorlogse boom in de motorverkopen liep ten einde en de economische situatie verslechterde. Mede daardoor ging een sportief prototype dat toen al een zadeltank had nooit in productie. Gordon Francis besloot zich steeds meer te richten op goedkopere (tweetakt) modellen. Hij ontwikkelde een driehoeksframe met aparte, aan elkaar geschroefde framebuizen, die bij schade eenvoudig en goedkoop vervangen konden worden. Voor de frames bedacht men de reclameslogan: "Built like a bridge".
Veel Britse fabrikanten vonden races belangrijk en volgden het principe "win on Sunday, sell on Monday". Gordon Francis geloofde hier helemaal niet in, maar privérijders gebruikten de machines wel degelijk in wedstrijden en boekten goede resultaten. Een Fanny-B dook op de hogesnelheidsbaan van Brooklands op en George Brough won een heuvelklim in de 250cc-klasse en werd tweede in de 350cc-klasse. In 1924 werd Tommy Meeten met een Francis-Barnet met een speciale 172cc-Blackburne-motor zesde in de Ultra-Lightweight TT. Daarop ontwikkelde Francis-Barnett zelf twee speciale motoren met 172cc-Villiers-motor voor de Snowdon- en Ben Nevis-heuvelklims, waar ze goede resultaten boekten.
In 1927 leverde men een nieuw toermodel met een 344cc-Villiers-tweecilindermotor, die weliswaar goed werd ontvangen, maar desonanks niet goed werd verkocht. De overtollige frames werden later gebruikt voor de 250cc-eencilinder Francis-Barnett Empire.
Toen men eind jaren twintig plaatstaal ging verhandelen ontstond het idee een motorfiets met plaatstalen frame te maken. Dit werd de 250cc-Francis-Barnett Cruiser. Dit model werd tot 1940 gebouwd.

### Jaren dertig
Tot 1935 produceerde men vooral tweetakten, maar in dat jaar verscheen de 250cc-sportmotor Stag, die een Blackburne-stoterstangenmotor had en 110 km/uur haalde.
Na het overlijden van Gordon Francis in 1936 werd zijn zoon Eric directeur van het bedrijf.
In 1938 maakte men het eerste superlichte 98cc-model, de Powerbike, en het 125cc-model Snipe, dat aan het begin van de Tweede Wereldoorlog aangepast zou moeten worden voor militair gebruik. Zover kwam het echter niet, want op 14 november 1940 werd de fabriek, net als buurman Triumph, bij het bombardement op Coventry verwoest. Alleen de kleine plaatstaalfabriek van Francis-Barnett bleef gespaard.

### Jaren veertig en -vijftig
Pas in 1945 konden er weer motorfietsen geproduceerd worden: de Powerbike en de 125cc-Merlin.
In 1947 trad het merk toe tot het AMC-concern, waartoe ook AJS en Matchless behoorden. Aanvankelijk werkte Francis-Barnett tamelijk onafhankelijk binnen AMC, maar na de overname van Norton en James in 1951 ontstond een samenwerking tussen James en Francis-Barnett. Men gebruikte nu door AMC ontwikkelde 175-, 199-, 249- en wat later ook 150cc-tweetaktmotoren, waarmee Villiers enkele grote klanten verloor.

### Jaren zestig
De Cruiser werd nieuw leven ingeblazen: De Light Cruiser kreeg een 175cc-AMC-motor en begin jaren zestig verscheen de Cruiser 80 met een 249cc-motor. Die machine kreeg als "Cruiser 84" een volledig door plaatwerk omsloten achterwiel.
De dood van Eric Francis bij een verkeersongeval trof het bedrijf zwaar. Men maakte nog tamelijk succesvolle trialmachines, de Scrambler 82 en de Trial 83 en een door Bill King ontworpen prototype met 150cc-motor en een forse bekleding met een behoorlijke laadruimte.
In 1963 werd de productie door financiële problemen binnen AMC verplaatst naar de James-fabriek in Birmingham. De machines van James en Francis-Barnett waren vanaf dat moment identiek, op het merkembleen en de kleur na (zie badge-engineering). De James-machines waren rood, de Francis-Barnetts groen. Men bouwde zonder succes nog eigen 248cc-tweetakten en gebruikte later toch weer Villiers-blokken. In 1966 eindigde de productie toen AMC verkocht werd aan Manganese Bronze Holdings en Francis-Barnett, James, Norton, AJS, Matchless ter ziele gingen.

## Spot- en bijnamen
Francis-Barnett (Algemeen): Fanny B